# Gara Ploiești Nord
Gara Ploiești Nord este o stație CFR aflată în partea de nord a orașului Ploiești, pe calea ferată Ploiești Sud-Măneciu. A fost construită în anul 1919, acum fiind clasată în Lista Monumentelor Istorice din România. 
Format:Lista stațiilor de pe Magistrala CFR 304